# Microchilus canaliculatus
Microchilus canaliculatus är en orkidéart som beskrevs av Paul Ormerod. Microchilus canaliculatus ingår i släktet Microchilus och familjen orkidéer. Inga underarter finns listade i Catalogue of Life.